# João Gilberto (álbum de 1973)
João Gilberto es el sexto álbum de estudio del cantante y guitarrista brasileño João Gilberto, grabado y lanzado en 1973 bajo el sello Polydor Records.
Producido por Rachel Elkind, figura clave de la música electrónica en los años 1960 junto a Wendy Carlos, pionera del género, quien fue la ingeniera de audio del proyecto, João Gilberto es un álbum de carácter minimalista, acompañado de la voz y guitarra de Gilberto con la percusión de Sonny Carr.
El álbum recibió la aclamación de la crítica y está considerado entre los mejores trabajos del artista. En el año 2007 la revista Rolling Stone Brasil lo nombró entre los 100 mejores álbumes de música brasileña.

## Antecedentes
João Gilberto adquirió notoriedad en su natal Brasil gracias al álbum Chega de Saudade de 1959, considerado uno de los pioneros del nuevo género denominado bossa nova, y considerado entre los más relevantes de la música brasileña.
Luego del naciente interés del público estadounidense por la bossa nova, sobre todo a inicios de los años 60, el productor de Verve Records Creed Taylor se encargó de reunir a Gilberto con el saxofonista Stan Getz en Nueva York, luego de tres exitosos trabajos en el nuevo ritmo brasileño, destacándose Jazz Samba en 1962.
De esta reunión en 1963 surgieron las grabaciones de Getz/Gilberto, lanzado en 1964 con las participaciones del compositor y pianista Antônio Carlos Jobim y la debutante Astrud Gilberto (en ese entonces esposa de João) como cantante. El enorme éxito crítico y comercial del álbum fue considerado como el punto más alto de la bossa nova a nivel mundial.
Establecido en el país americano, Gilberto se presentó en varios conciertos, entre los más destacados está el del Carnegie Hall en octubre de 1964, que fue lanzado dos años más tarde como el álbum en vivo Getz/Gilberto #2.
De manera menos regular, se dedicó a grabar en el estudio. En 1969 luego de participar en los festivales de jazz de Guadalajara, Guanajuato, Ciudad de México y Puebla, se establece por un breve período en Ciudad de México, donde graba el álbum João Gilberto en México, lanzado en 1970 y orientado al género del bolero.
En 1971 viaja a Brasil, donde graba un especial para televisión junto a Caetano Veloso y Gal Costa, organizado por el productor musical y director televisivo Fernando Faro. Luego de este breve paso por su país natal, en 1972 vuelve a residir en Nueva York, donde inicia un nuevo proyecto discográfico.

## Desarrollo y grabación
En septiembre de 1972, en la ciudad de Nueva York, Gilberto inicia las grabaciones de su nuevo álbum.
Acompañado de su voz y batería ligera de Sonny Carr, el proyecto se llevó a cabo con dos pioneras de la música electrónica de los años 60: Wendy Carlos, compositora y una de las primeras intérpretes de sintetizador, fue la ingeniera de audio, y Rachel Elkind, colaboradora habitual de Carlos y productora del influyente y exitoso Switched-On Bach de 1968, fue la productora del álbum.
Sobre su colaboración con Gilberto, Carlos comentó: «Con João, quien es mayor y más experimentado con la música que yo, sentí que fue una buena experiencia de aprendizaje, observarlo en el trabajo, la forma en que un álbum se forma. Sus habilidades con la guitarra acústica me parecieron increíbles. También tiene tal control que solo necesitaba colocar los micrófonos con cuidado, y establecer los niveles una vez, luego dejarlo ir. Él hizo todo el resto. Acercamos mucho los micrófonos para obtener un sonido muy íntimo, sabiendo que lo mantendría todo en perfecto equilibrio y consistencia, sin sonidos falsos ni choques con micrófonos a escasos centímetros de distancia. Todo sucedió de una vez, salvo algún instrumento de percusión ocasional, aunque con mayor frecuencia se grababan junto con él, no sobregrababan».
A diferencia de sus trabajos anteriores, João Gilberto (segundo disco que lleva su nombre, el primero fue lanzado en 1961) se acerca directamente a la música minimalista, siendo de carácter experimental. Además, incluye composiciones de dos músicos contemporáneos de Brasil: Caetano Veloso y Gilberto Gil, ambos precursores del tropicalismo, movimiento rupturista y contracultural crítico con la autoritaria dictadura militar. A pesar de sus diferencias musicales e ideológicas (Gilberto rara vez emitió alguna opinión sobre la política de su país, más bien se consideraba "apolítico"), Veloso y Gil eran declarados admiradores de Gilberto, y a su vez Gilberto no fue indiferente al nuevo movimiento, colaborando con ambos y otras bandas como Novos Baianos.
Las grabaciones del álbum finalizaron en marzo de 1973.

## Contenido
João Gilberto está conformado por diez canciones, incluyendo dos originales de Gilberto.
"Águas de Março" fue compuesta por Antônio Carlos Jobim en 1972, y grabada el mismo año en el compacto O Tom de Antônio Carlos Jobim e o tal de João Bosco, y en 1973 en su álbum Matita Perê. Una de las versiones más populares y aclamadas fue la que grabó con Elis Regina en 1974, en Elis & Tom. La revista Folha de S. Paulo nombró a "Águas de Março" como la mejor canción brasileña de todos los tiempos, y Rolling Stone Brasil la citó como la segunda después de "Construção" de Chico Buarque.
"Undiú" es una instrumental original de Gilberto, y es la canción más extensa del álbum, con una duración de casi siete minutos, en la cual João solo usa la palabra del título como letra.
"Na baixa do sapateiro" es una samba escrita por Ary Barroso, uno de los compositores más respetados e importantes de Brasil. Fue grabada por primera vez por el conjunto vocal e instrumental Anjos do Inferno en 1947, como lado B del sencillo "Aquarela do Brasil", una de las composiciones más reconocidas y versionadas del músico mineiro.
"Avarandado" fue compuesta por Caetano Veloso en 1967, grabada con Gal Costa para el álbum Domingo del mismo año. Este disco significó el debut de ambos artistas, quienes pasaron a formar parte del movimiento del tropicalismo, y hasta el día de hoy son considerados entre los cantantes más importantes de su país.
"Falsa Baiana" cierra el lado A del álbum, y es una de las más conocidas composiciones de Geraldo Pereira, grabada en 1944. La letra de la canción sugiere el cuestionamiento a los símbolos de autenticidad brasileña. Gal Costa grabó una de las versiones más populares y exitosas en su álbum Legal de 1970.
"Eu quero um samba" inicia el segundo lado, y fue lanzada como sencillo en 1953 por Os Namorados, grupo dirigido por João Donato. Esta samba fue escrita por Janet de Almeida y Haroldo Barbosa, quien escribió la canción "Tin Tin Por Tin Tin" para Gilberto en 1976 para su álbum Amoroso.
"Eu vim da Bahia" fue compuesta por Gilberto Gil y grabada por Gal Costa en 1965, bajo su nombre de nacimiento Maria da Graça. Gilberto volvería a grabar la canción junto a Stan Getz y Miúcha (su segunda esposa) para el álbum The Best of Two Worlds de 1976, en el cual también incluyó "Águas de Março" y "Falsa Baiana".
"Valsa (como são lindos os youguis) (Bebel)" es la segunda composición de Gilberto. Como indica su nombre, está dedicada a Bebel Gilberto, su hija, nacida producto de su relación con la cantante Miúcha en 1966.
"É preciso perdoar" fue escrita por Carlos Coqueijo y Alcivando Luz, y grabada por la banda de jazz latino y samba MPB4 en su álbum homónimo de 1967. Es la cuarta canción del disco que fue nuevamente grabada en The Best of Two Worlds tres años después.
"Izaura" es el tema que cierra el álbum, escrito por Herivelto Martins y Roberto Roberti. Miúcha participó en los coros, siendo la única colaboradora ajena a Gilberto y Sonny Carr en el disco.

## Carátula
La carátula del álbum es básicamente una pequeña fotografía central de Gilberto en tonos verdes claros (en escala de grises en otras versiones) con su nombre en la parte superior, en un fondo extenso de color blanco. El diseño de la carátula fue realizado por Lobianco, quien también diseñó la del destacado disco Elis & Tom de Elis Regina y Antônio Carlos Jobim de 1974.
João Gilberto es también conocido como el "álbum blanco" (o disco da capa branca en portugués) por la similitud con la estética del álbum The Beatles de 1968.

## Recepción crítica
João Gilberto fue aclamado por la crítica, y está considerado entre sus mejores álbumes de estudio.
Richard S. Ginell de Allmusic escribió: «este lanzamiento es João Gilberto despojado casi de lo esencial - su voz, guitarra y la batería extremadamente sobria de Sonny Carr - y es tan fascinante como siempre lo ha sido en los discos. Todo el disco trata sobre los choques rítmicos y los encajes de un cantante y su guitarra, lanzados a niveles de volumen extremadamente bajos, pero generando volúmenes sin parecer respirar con dificultad. Sumérjase en la insistente forma en que "Falsa Baiana" y la maratónica máquina rítmica de Gilberto Gil "Eu vim da Bahia" surcan las olas del ritmo de la bossa nova, o cómo Gilberto ofrece una de las mejores interpretaciones de "Águas de Março" de Jobim - silenciosamente implacable y directa. Tres de las pistas evitan las palabras por completo - sílabas suaves y/o la insistente guitarra de Gilberto cuentan toda la historia - y la selección final, "Izaura", agrega tardíamente una voz femenina (Miúcha) en el altavoz izquierdo. Aunque grabado en un estudio de Nueva Jersey - la ingeniera es Wendy Carlos, la pionera de la música electrónica famosa por Switched-On Bach - este adictivo lanzamiento se originó en PolyGram Brasil.» El crítico evalúo al álbum con cuatro estrellas y media, de un posible de cinco.
Carlos Lopes, de la revista brasileña de música Altamont, comentó: «João Gilberto siempre ha preferido un enfoque cada vez más minimalista para la ejecución de su arte: el de hacer diamantes sonoros. Y siendo así de innegable, quizás sea en este disco donde tal cosa se revela de la manera más mejorada. Aquí todo es perfecto, desde la elección del repertorio, hasta el producto final. Es también en este disco donde João Gilberto refuerza su tendencia a cantar en bucle los diversos temas presentes, y en algunos casos (en "Avarandado", por ejemplo) canta tres veces el bello poema de Caetano Veloso. Todo para nuestra alegría eterna.»
La página Miojo Indie, dedicada a la música y cultura pop, publicó una reseña de la discografía completa (de estudio) del artista, y sobre João Gilberto manifestó: «utilizando solo una guitarra, la voz complementaria de Miúcha, en "Izaura", y la discreta percusión de Sonny Carr, Gilberto no solo rescata una serie de elementos originalmente probados en Chega de Saudade (1959), sino que amplía una parte significativa de ellos. Desde la deconstrucción completa de "Águas de Março", música lanzada un año antes por Tom Jobim, pasando por el sonido trascendental de "Undiú", "Na baixa do sapateiro" y "Valsa (como são lindos os youguis) (Bebel)", cada fragmento del disco muestra la capacidad del artista para desvirtuar el minimalismo de la obra en sí. Son trazos instrumentales que se completan con la interpretación de clásicos recientes, como "Falsa Baiana", y el diálogo con la nueva generación de artistas, como Caetano Veloso, en "Avarandado", y Gilberto Gil, en la nostálgica "Eu vim da Bahia". Un ejercicio de evidente mejoramiento estético, como una interpretación madura y naturalmente acertada de todo lo que Gilberto venía explorando desde el inicio de su carrera.» De los once álbumes evaluados, la página citó a João Gilberto de 1973 como el mejor álbum del artista.
La revista francesa Musiq XXL en su edición de septiembre de 2012 señaló: «extremadamente desengrasado, alusivo hasta el punto de la ausencia, impresionista hasta el punto de evaporarse. João Gilberto, acompañado solo por un percusionista indispensable y discreto, revisita viejas sambas, rinde un discreto homenaje a la nueva ola representada por Caetano Veloso y Gilberto Gil y entrega algunas piezas inéditas de su composición, incluyendo una canción muy suave para su pequeña Bebel. El disco abre con una versión de cinco minutos de "Águas de Março", un tema reciente de Antônio Carlos Jobim. El tiempo está suspendido, escuchamos a João retroceder y pudimos escucharlo así durante decenas de minutos, y hay algo fascinante en este movimiento perpetuo; su toque, su canto, casi fuera de tiempo, según ese ritmo interior imposible de anticipar. "Undiú", pieza instrumental casi mística, es la repetición obstinada e inquietante de la misma palabra durante más de seis minutos. Con "Izaura", la canción que cierra el disco, nos premia con unas frases susurradas por Miúcha, la compañera del cantante, y es una asombrosa Wendy Carlos quien hace de ingeniera de sonido. Los diez títulos alimentan un disco extraordinario y fuera de moda. João Gilberto, el único maestro a bordo, define aquí la esencia misma de la bossa nova.»
La publicación diaria con sede en Seattle Turntable Kitchen, dedicado a la crítica musical, la cocina y la fotografía de alimentos, escribió: «este álbum es casi perfecto. Este álbum homónimo, a menudo conocido como el "álbum blanco" de Gilberto, llegó casi una década después de que el hombre ya era muy respetado como el maestro del género que había inventado. Como muchos de los discos de Gilberto, es instrumentalmente conciso con solo Gilberto en la guitarra y el baterista de jazz de Nueva York Sonny Carr en la batería. De hecho, las voces son a menudo igualmente económicas con Gilberto cantanto con su voz cálida pero única y sus coros que aparecen solo en la pista final del álbum. Además, en varias pistas Gilberto evita el uso de palabras y, en cambio, se centra en el uso melódico de sílabas como en el hipnótico "Undiú". Otras pistas evitan todas las voces juntas (como en "Na baixa do sapateiro"). Y sin embargo, a pesar de la simplicidad de los instrumentos y la voz de Gilberto, el álbum nunca suena sobrio o vacío. En cambio, cada nota está llena de calidez y energía. El álbum es suave, dulce pero ligeramente ácido, y una excelente manera de comenzar el día.»

## Impacto y legado
Varios medios especializados escritos y de prensa han reconocido la influencia de João Gilberto (1973) en su discografía, e incluso en la música brasileña.
El diario uruguayo La Diaria en el obituario de Gilberto, publicado el 8 de julio de 2019, escribió: «João Gilberto, en gran medida junto con Antônio Carlos Jobim, estableció coordenadas nuevas para la música de Brasil y un modelo admirado por los grandes del jazz (entre otras cosas, por su creatividad para reelaborar armónica y rítmicamente, con sensibilidad moderna, composiciones ajenas). Con esa base conquistó Estados Unidos, sobre todo a partir de un legendario disco con el saxofonista Stan Getz lanzado en 1964, y desde allí el resto del mundo. Cuando era razonable suponer que ya no podía perfeccionar su arte, demostró lo contrario varias veces, por ejemplo con la deslumbrante sutileza del álbum João Gilberto (1973), junto con el percusionista Sonny Carr, o con João (1991) y João voz e violão (2000), tardías clases magistrales.»
El periódico El Observador citó al disco entre sus mejores trabajos, comentando: «Tal vez influenciado por esos nuevos artistas (Caetano Veloso, Gilberto Gil, Novos Baianos), pero manteniendo su perdonalidad única fue que en 1973 editó un álbum que volvió a ponerlo en un lugar de la vanguardia artística (...) A diferencia de aquellos primeros discos donde los temas eran apenas desarrollados en su estructura casi nunca superando los dos minutos, aquí, cada canción se extiende generalmente por más de cinco generando un efecto hipnótico que ha llevado a varios a definir este álbum como psicodélico.» En la misma publicación, en la sección "João en cinco canciones", mencionó a "Águas de Março" y "Undiú" en el cuarto y quinto lugar respectivamente.
En el obituario del New York Times en julio del 2019 se señaló: «en los años fuera de Brasil, Gilberto amplió su repertorio para dar cabida a algunos de los grandes compositores brasileños que lo sucedieron, así como a sambas e incluso boleros anteriores a la bossa nova. Su mejor trabajo incluyó el mínimo y paralizante João Gilberto (a menudo denominado "álbum blanco") en 1973 y Amoroso, empapado de cuerdas en 1977.»
El medio escrito de la asociación francesa Société des auteurs, compositeurs et éditeurs de musique (Sacem) publicó: «una obra importante que surgió de una inmersión total fue João Gilberto, también conocido como el "álbum blanco", grabado en Estados Unidos en 1973, y "lleno de silencios, fantasmas, espíritus". Durante este período, João escribió "Valsa", subtitulada "como são lindos os youguis". A los 3 minutos y 19 segundos de "da da, dadadadada...", es una de las doce canciones que escribió influenciadas por sonidos onomatopéyicos. El "álbum blanco" es excepcional.»
En un reportaje de Gilberto redactado por el medio brasileño de música alternativa Outras Mídias, escribió: «curiosamente, es con la MPB ya establecida que João Gilberto va aún más lejos. Su álbum homónimo de 1973, también tratado como "álbum blanco", no tiene el peso de la historia de Chega de Saudade. El tiempo, sin embargo, trató de poner el trabajo en un lugar nuevo. 46 años después de su lanzamiento, es posible sumergirse en acertijos que aún son indescifrables. João Gilberto, de 1973, aún no se ha descubierto del todo y no es difícil suponer que no reverberaba tanto en ese momento precisamente porque fue lanzado en una época en que la música brasileña era espléndida con algunos de sus discos más cultos de los 70 (...) Es osado, evidentemente, sostener que el disco de 1973 es el más importante de João Gilberto. No es el caso. Lo que se defiende aquí es que este disco, a la luz de la explosión de Chega de Saudade, tuvo su relevancia eclipsada, y es quizás el más bello de la carrera del músico.»
Rolling Stone Brasil realizó una lista con las ocho canciones más importantes y relevantes del músico, y mencionó a "Águas de Março" en el séptimo puesto.
La misma revista en el año 2007 seleccionó a João Gilberto en el puesto n°47 de la lista "Los 100 mejores discos de música brasileña" (Os 100 melhores discos de músicos brasileira). Es uno de los cuatro discos de Gilberto en la lista, detrás de Chega de Saudade (n°4) y por sobre Amoroso y Getz/Gilberto (n°56 y n°70 respectivamente).

## Lista de canciones

### Versión LP
- Lado A

| N.º | Título                  | Escritor(es)         | Duración |  |
| 1.  | «Águas de Março»        | Antônio Carlos Jobim | 5:24     |  |
| 2.  | «Undiú»                 | João Gilberto        | 6:40     |  |
| 3.  | «Na baixa do sapateiro» | Ary Barroso          | 4:43     |  |
| 4.  | «Avarandado»            | Caetano Veloso       | 4:28     |  |
| 5.  | «Falsa Baiana»          | Geraldo Pereira      | 3:45     |  |

- Lado B

| N.º | Título                                       | Escritor(es)                        | Duración |  |
| 6.  | «Eu quero um samba»                          | Haroldo Barbosa · Janet de Almeida  | 5:43     |  |
| 7.  | «Eu vim da Bahia»                            | Gilberto Gil                        | 5:52     |  |
| 8.  | «Valsa (como são lindos os youguis) (Bebel)» | João Gilberto                       | 3:30     |  |
| 9.  | «É preciso perdoar»                          | Alcivanzo Luz · Carlos Coqueijo     | 5:09     |  |
| 10. | «Izaura» (con Miúcha)                        | Herivelto Martins · Roberto Roberti | 5:27     |  |

### Versión CD
La primera versión en CD de João Gilberto fue lanzada en Brasil en 1988, bajo el sello Verve Records (837 589-2).
| N.º | Título                                       | Escritor(es)                        | Duración |  |
| 1.  | «Águas de Março»                             | Antônio Carlos Jobim                | 5:24     |  |
| 2.  | «Undiú»                                      | João Gilberto                       | 6:38     |  |
| 3.  | «Na baixa do sapateiro»                      | Ary Barroso                         | 4:43     |  |
| 4.  | «Avarandado»                                 | Caetano Veloso                      | 4:30     |  |
| 5.  | «Falsa Baiana»                               | Geraldo Pereira                     | 3:44     |  |
| 6.  | «Eu quero um samba»                          | Haroldo Barbosa · Janet de Almeida  | 4:45     |  |
| 7.  | «Eu vim da Bahia»                            | Gilberto Gil                        | 5:52     |  |
| 8.  | «Valsa (como são lindos os youguis) (Bebel)» | João Gilberto                       | 3:19     |  |
| 9.  | «É preciso perdoar»                          | Alcivanzo Luz · Carlos Coqueijo     | 5:05     |  |
| 10. | «Izaura» (con Miúcha)                        | Herivelto Martins · Roberto Roberti | 5:26     |  |

## Personal

### Producción
- Producido por Rachel Elkind para Polydor Records.
- Arreglos: João Gilberto
- Ingeniería de audio y mezcla de audio: Wendy Carlos
- Coordinación de producción: Sue Cassidy Clark
- Masterización: Joaquim Figueira
- Diseño y carátula: Lobianco
- Grabado en Nueva York, septiembre de 1972 a marzo de 1973.

### Músicos
- João Gilberto: voz y guitarra
- Sonny Carr: batería
- Miúcha: voz en "Izaura"